# Ringer-Weltmeisterschaften 1981
Die Ringer-Weltmeisterschaften 1981 fanden nach Stilart getrennt an unterschiedlichen Orten statt. Dabei wurden die Ringer in jeweils zehn Gewichtsklassen unterteilt.

## Griechisch-römisch
Die Wettkämpfe im griechisch-römischen Stil fanden vom 28. bis zum 30. August 1981 in Oslo statt.

### Medaillengewinner
| Klasse  | Gold                  | Silber          | Bronze              |
| ------- | --------------------- | --------------- | ------------------- |
| -48 kg  | Saksylik Uschkempirow | Salih Bora      | Fumikazu Sasaki     |
| -52 kg  | Wachtang Blagidse     | Atsuji Miyahara | Lajos Rácz          |
| -57 kg  | Pasquale Passarelli   | Josef Krysta    | Ilpo Seppälä        |
| -62 kg  | István Tóth           | Ryszard Świerad | Pertti Ukkola       |
| -68 kg  | Gennadi Ermilow       | Tapio Sipilä    | Ștefan Rusu         |
| -74 kg  | Alexander Kudrjawzew  | Mikko Huhtala   | Karolj Kasap        |
| -82 kg  | Gennadi Korban        | Momir Petković  | Ion Draica          |
| -90 kg  | Igor Kanygin          | Frank Andersson | Franz Pitschmann    |
| -100 kg | Michail Saladse       | Tamás Gáspár    | Roman Wrocławski    |
| +100 kg | Refik Memišević       | Nikola Dinew    | Evgeni Artjutschkin |

### Medaillenspiegel
| Rang | Land             | Gold | Silber | Bronze |
| ---- | ---------------- | ---- | ------ | ------ |
| 1    | Sowjetunion      | 7    | 0      | 1      |
| 2    | Jugoslawien      | 1    | 1      | 1      |
| 3    | Ungarn           | 1    | 1      | 1      |
| 4    | BR Deutschland   | 1    | 0      | 0      |
| 5    | Finnland         | 0    | 2      | 2      |
| 6    | Japan            | 0    | 1      | 1      |
|      | Polen            | 0    | 1      | 1      |
| 8    | Bulgarien        | 0    | 1      | 0      |
|      | Schweden         | 0    | 1      | 0      |
|      | Tschechoslowakei | 0    | 1      | 0      |
|      | Türkei           | 0    | 1      | 0      |
| 12   | Rumänien         | 0    | 0      | 2      |
| 13   | Österreich       | 0    | 0      | 1      |

## Freistil
Die Wettkämpfe im freien Stil fanden vom 11. bis zum 14. September 1981 in Skopje statt.

### Medaillengewinner
| Klasse  | Gold                  | Silber              | Bronze             |
| ------- | --------------------- | ------------------- | ------------------ |
| -48 kg  | Sergei Kornilajew     | Son Gab-do          | Bill Rosaro        |
| -52 kg  | Toshio Asakura        | Hartmut Reich       | Nandsadyn Bürgedaa |
| -57 kg  | Sergei Beloglasow     | Stefan Iwanow       | Hideaki Tomiyama   |
| -62 kg  | Simeon Schterew       | Marian Skubacz      | Wiktor Alexejew    |
| -68 kg  | Saipulla Absaidow     | Šaban Sejdi         | Kamen Penew        |
| -74 kg  | Martin Knosp          | Walentin Rajtschew  | Leroy Kemp         |
| -82 kg  | Christopher Campbell  | Efraim Kamberow     | Grigori Danko      |
| -90 kg  | Sanassar Howhannisjan | Iwan Ginow          | Uwe Neupert        |
| -100 kg | Roland Gehrke         | Gregory Gibson      | Ilja Mate          |
| +100 kg | Salman Chassimikow    | Reza Soukhtehsaraei | Adam Sandurski     |

### Medaillenspiegel
| Rang | Land                            | Gold | Silber | Bronze |
| ---- | ------------------------------- | ---- | ------ | ------ |
| 1    | Sowjetunion                     | 5    | 0      | 3      |
| 2    | Bulgarien                       | 1    | 4      | 1      |
| 3    | Vereinigte Staaten              | 1    | 1      | 2      |
| 4    | Deutsche Demokratische Republik | 1    | 1      | 1      |
| 5    | Japan                           | 1    | 0      | 1      |
| 6    | BR Deutschland                  | 1    | 0      | 0      |
| 7    | Polen                           | 0    | 1      | 1      |
| 8    | Iran                            | 0    | 1      | 0      |
|      | Jugoslawien                     | 0    | 1      | 0      |
|      | Südkorea                        | 0    | 1      | 0      |
| 11   | Mongolei                        | 0    | 0      | 1      |